# Гетто в Ветрино (Полоцкий район)
Гетто в Ве́трино (лето 1941 — 11 января 1942 года) — еврейское гетто, место принудительного переселения евреев деревни Ветрино Полоцкого района Витебской области в процессе преследования и уничтожения евреев во время оккупации территории Белоруссии войсками нацистской Германии в период Второй мировой войны.

## Оккупация Ветрино и создание гетто
В 1939 году в местечке Ветрино жил 61 еврей. До начала войны часть мужчин-евреев мобилизовали в Красную армию. Эвакуироваться перед приходом немецких войск никто не успел.
Оккупация Ветрино продлилась 2 года и 11 месяцев — с 11 июля 1941 года до 29 июня 1944 года. Заняв Ветрино, немцы разместили там свой гарнизон и полицейскую группу.
Реализуя нацистскую программу уничтожения евреев, немцы создавали гетто почти во всех городах и населённых пунктах Беларуси, где проживало еврейское население. Так и в Ветрино оккупанты вскоре после оккупации провели перепись евреев, конфисковали их имущество, заставили нашить на одежды желтые латки и под охраной гоняли на самые тяжелые и чёрные работы — то есть заставили жить в условиях «открытого» гетто.
В конце октября 1941 года немцы сделали гетто в Ветрино закрытым, загнав евреев (от 40 до 60 человек) в три дома на улице Чкалова.

## Условия в гетто
Гетто было обнесено колючей проволокой и охранялось полицаями. Заходить в эти дома нееврейским жителям Ветрино было запрещено под угрозой расстрела. Часто оттуда был слышен плач голодных детей. Никакой еды узникам не давали. Некоторые из местных жителей тайком иногда пытались бросить что-нибудь съестное под проволоку или передать кусок хлеба, картофелину или свёклу, когда узников вели на принудительные работы.

## Уничтожение гетто
Расследование Чрезвычайной государственной комиссии по Ветринскому району показало, что 11 января 1942 года приехавший из Полоцка карательный отряд расстрелял всех евреев — 59 (40) человек — в болоте между посёлком Косари и местечком Ветрино. Немцы очень серьёзно относились к возможности еврейского сопротивления, и поэтому в первую очередь убивали в гетто или ещё до его создания евреев-мужчин в возрасте от 15 до 50 лет — несмотря на экономическую нецелесообразность, так как это были самые трудоспособные узники. По этой причине и в первой, и во второй группе расстрелянных евреев были почти только женщины, старики и дети. Среди узников гетто и расстрелянных были не только местные евреи, но и евреи из близлежащих деревень и беженцы, которые пришли в Ветрино и попали в гетто.
Расстреливали евреев именно в этом месте, потому что 27—28 июня 1941 года, когда немцы первый раз бомбили Ветрино, упавшие бомбы образовали там большие воронки, которые немцы и решили использовать как братские могилы.
Немцы приехали из Полоцка на двух легковых автомашинах. Вывели евреев из домов. Два немца шли впереди, три — позади. Расстрел произошел в полдень. Узников повели к болоту около деревни Косари (теперь улица Октябрьская). От гетто до расстрельных ям было около 300 метров. По 2—3 человека подводили к яме и убивали. Один мальчик попытался убежать, но его застрелили и бросили в яму. Закапывать тела убитых заставили местных мужчин. В этот день 11 января 1942 года погибло более 40 евреев.
Через неделю была организована вторая «акция» (таким эвфемизмом гитлеровцы называли организованные ими массовые убийства), когда примерно 13 человек расстреляли в Лабковском лесу, по дороге на Быковщину. Это были, видимо, те евреи, кто сумел спрятаться во время первого расстрела, или те, кого пригнали из ближних деревень. Гнали эту группу к месту смерти полицаи. Жители Ветрино Масловский Л., Зайченко В., ветеран Великой Отечественной войны Артеменок Н. (девичья фамилия Лобок) хорошо знали это место, но его в своё время не обозначили, и сегодня его никто уже не может показать.
В гетто погибла семья Самуила Исааковича Зарецкого — жена и трое детей, семья Гиндиных (4 человека), Самуила Гофмана (5 человек, в том числе 5-летняя дочь Соня), семья Милтман (6 человек, в том числе дети 1, 4 и 7 лет) и другие. Среди 59 расстрелянных евреев было 14 детей в возрасте от 1 до 14 лет.
Жительница Ветрино Забермах Р. В. пыталась спасти 4-летнюю еврейскую девочку, дочку довоенного председателя Ветринского сельпо Гофмана. Немцы узнали об этом и убили ребёнка.

## Случаи спасения
Имеются свидетельства, что жительница деревни Дубровки (ныне Дубровка) бывшего Ветринского района спасла детей еврея И. И. Стрикеля. Также есть показания свидетелей, что жительница деревни Нача-Шпаковщина этого же района Карпович П. А. спасла жизнь маленькой еврейской девочке — через их деревню гнали в Дисну группу евреев. Мать девочки незаметно вытолкнула дочь в бывший панский склеп около дороги. Видевшая это Карпович забрала девочку к себе, и, хотя многие это видели, никто не донёс немцам.

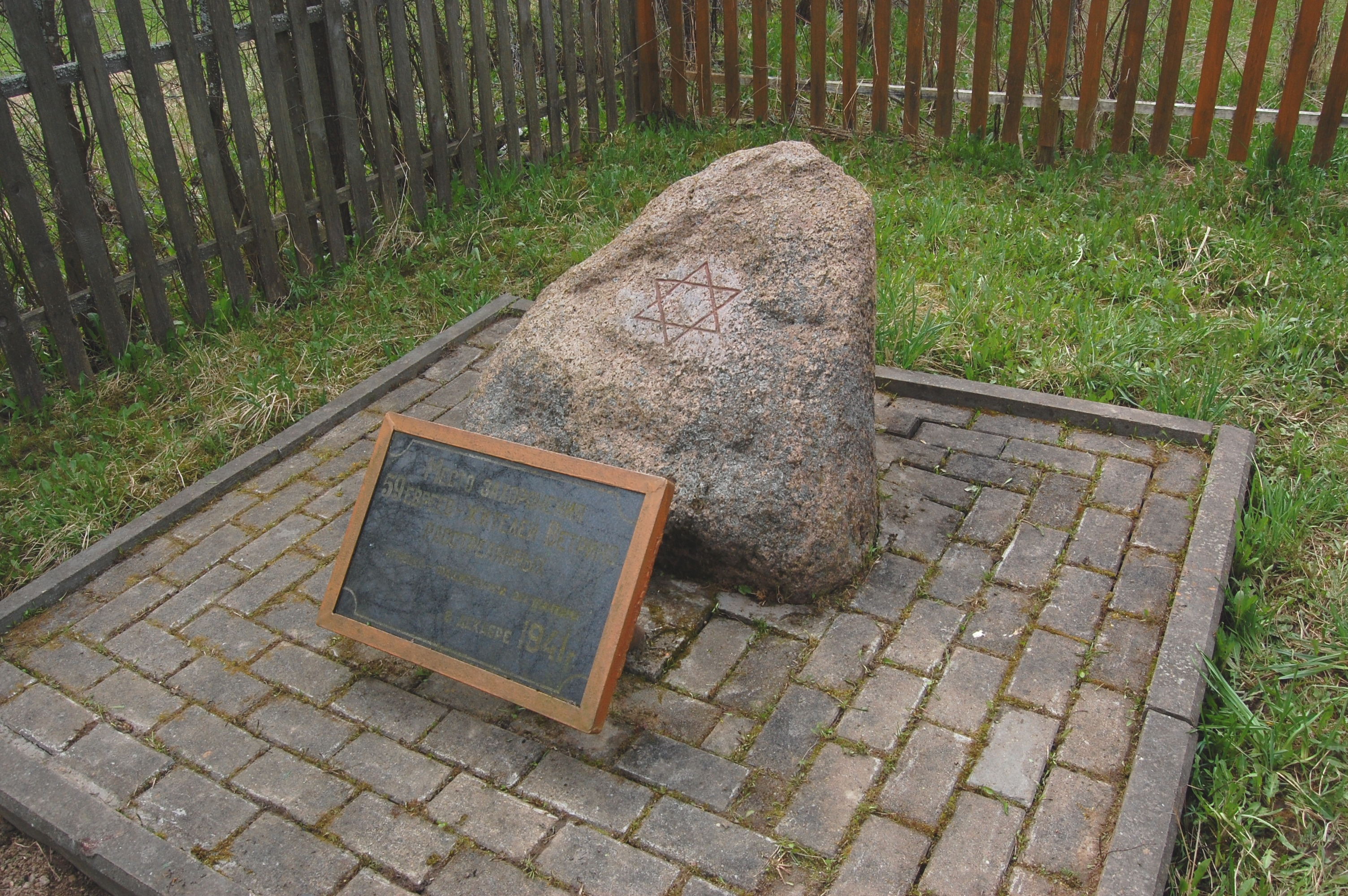
Памятник евреям — узникам гетто в Ветрино, убитым в декабре 1941 года.

## Палачи и организаторы убийств
В материалах ЧГК названы виновные в убийствах ветринских евреев: военный комендант Гайгер Вили Генрих, уроженец Гамбурга; помощник коменданта Шнеппан; штабс-фельдфебель, начальник гестапо Риза.

## Память
На Комсомольском переулке Ветрино находится установленный 8 ноября 2002 года небольшой мемориальный комплекс — дорожка шириной в 2 метра и длиной метров 30, ведущая к камню, на котором выбита шестиконечная звезда и находится гранитная табличка с надписью: «Место захоронения 59 евреев — жителей Ветрино, расстрелянных немецко-фашистскими оккупантами в декабре 1941 года». До войны на этом месте был пустырь, а после войны сначала — колхозное поле, затем место было застроено домами. Памятник жертвам геноцида евреев находится посередине огорода Буллаха П., который разрешил поставить мемориал на своей земле.
Имеются расхождения в датах расстрела по материалам ЧГК (11 января 1942 года) и по показаниям свидетелей (декабрь 1941 года). Вероятно, это связано с тем, что было два расстрела.